# 片山尚景
片山 尚景（かたやま なおかげ、寛永5年（1628年） - 享保2年9月9日（1717年10月13日））は、江戸時代前期から中期にかけて活躍した狩野派の絵師。狩野尚信の弟子で、肥前平戸藩御用絵師。名は親信。通称は弥兵衛。

## 略伝
京都出身。父は片山正信と言い、狩野光信の高弟・狩野興以に絵を学んだ画人だった。祖父・立徳は眼医者だったが、光信に学んだともいう。はじめは父に画を学ぶが、後に狩野探幽の次弟・尚信についた。やがて一家を成すと、肥前平戸藩主・松浦鎮信に350石という高禄で召され、その御用絵師となる。
老後は京都に戻り、老いてなお京都の寺院などで旺盛な画作をこなす。1704年（宝永元年）東山天皇の命で「松菊孤鶴、枯芦双鶴」屏風を描き、翌年2月昇殿を許され、法橋に叙せられた。1708年（宝永5年）松浦棟の命で平戸城障壁画制作に従い、また同年炎上した京都御所再建に伴う襖絵制作でも一員に加わった。1713年（正徳3年）再び平戸に召され、4年後90歳で没した。墓は平戸の本成寺。片山家はその後も幕末まで、平戸藩に絵師として仕えた。
画風は師・尚信の大胆な減筆体に学びつつ、狩野派の大成者・狩野元信に私淑し、やや古風な味わいがある。

## 作品
| 作品名                     | 技法     | 形状・員数 | 所有者                 | 年代                   | 備考           |
| -------------------------- | -------- | ---------- | ---------------------- | ---------------------- | -------------- |
| 水墨山水図                 | 紙本墨画 |            | 妙心寺東海庵           | 1702年（元禄15年）10月 | 書院の2室      |
| 山水図                     | 紙本墨画 |            | 妙心寺霊雲院           |                        | 書院の3室      |
| 獅子図、十牛図、花鳥図など | 紙本墨画 | 襖貼付84面 | 妙心寺聖澤院           |                        | 方丈の5室      |
| 文殊菩薩図                 |          | 1幅        | 妙心寺桂春院           |                        |                |
| 開山日親上人徳行図         | 紙本著色 | 巻子1巻    | 本法寺                 | 1704年（宝永元年）     |                |
| 蘭亭曲水図                 | 絹本著色 | 巻子1巻    | 京都工芸繊維大学図書館 | 1705年（宝永2年）      |                |
| 花鳥図                     |          | 二曲一双   | 真照寺（宮津市）       | 1713年（正徳3年）      |                |
| 三十六歌仙扁額             | 板地著色 | 36面       | 白沙八幡神社（壱岐）   |                        | 松浦鎮信が奉納 |